# ナポレオン格言集
『ナポレオン格言集』とは1827年に出版されたフランスの軍人ナポレオン・ボナパルトの軍事的格言をまとめた著作である。
ナポレオンは歴史的な戦略家、戦術家であったにもかかわらず、自らの戦争や戦略に関する理論を著述することはなかった。ナポレオンが組織した軍事制度と開発した軍事教義はナポレオン戦争で戦果を挙げ、ジョミニやカール・フォン・クラウゼヴィッツによってナポレオンの戦略や戦術は分析されたことから、普仏戦争や第一次世界大戦にも思想的な影響を与えた。本書『ナポレオン格言集』はそのようなナポレオン研究を背景としてパリで1827年に刊行され、すぐにドイツ語、英語、スペイン語、イタリア語にも翻訳された。この著作ではナポレオンの軍事思想に関する発言や著述が115項目集められており、ナポレオン研究の参考資料として参照されている。

## 書誌
- Brig. Gen. Thomas R. Phillips, Roots of Strategy: The 5 Greatest Military Classics of All Times, Stackpole Books, 1985.